# Faerská Wikipedie
Faerská Wikipedie je jazyková verze Wikipedie ve faerštině. Založena byla 20. června 2004. V lednu 2022 obsahovala přes 13 600 článků a pracovali pro ni 4 správci. Registrováno bylo přes 25 000 uživatelů, z nichž bylo asi 40 aktivních. V počtu článků byla 140. největší Wikipedie.